# Odinsgade
Odinsgade er en gade på Ydre Nørrebro i Mimersgadekvarteret. Odinsgade løber mellem Jagtvej og Thorsgade.
Gaden er opkaldt efter Odin, der er hovedguden i den nordiske mytologi. Fra 1860 til omkring 1920 navngav man en stor gruppe gader med navne fra den nordiske mytologi. Et af de ældste navne i kvarteret er Odinsgade fra 1860.
I november 2009 åbnede Lommeparken i Odinsgade som Københavns første lommepark. Projektet blev udformet af landskabsarkitekterne Thing og Wainø. Den grønne park bryder nærmest op gennem en betonflade med mange letløvede træer og blomstrende buske. Stole som kan drejes er spredt ud over lommeparken – nogle står alene og andre står i grupper, så man sammen kan sidde og nyde de grønne omgivelser. Lommeparken rummer en af områdets forholdsvis få offentligt tilgængelige legepladser. Den blev etableret i 1977 med trafiksanering efter pres fra beboergruppen Røde Rose. Lommeparken fylder hele den ene halvdel af Odinsgade. Bag den ses den takkede profil af de forskelligartede bygninger i området samt en høj mur med et afrikanskinspireret vægmaleri.
Der er to små tværgader, der udgår fra Odinsgade og møder P. D. Løvs Allé. Den ene af tværgaderne hedder logisk nok Odins Tværgade, mens den anden – identiske – slet ikke har noget navn. Karréerne omkring P. D. Løvs Allé, Odinsgade, Odins Tværgade og den anden navnløse tværgade er opført samtidig og i samme helstøbte stil. Arkitektonisk er disse gader utrolig vellykkede og danner et lille "mini-kvarter i kvarteret". Over indgangene til nr. 6 og 8 er der nogle meget smukke sandstensrelieffer, der forestiller blomster.

## Odinsgades historie
På arealet, hvor Odinsgade, Odins Tværgade og P. D. Løvs Allé ligger i dag lå tidligere den fornemme ejendom Allersbro i 1800-tallet. Den var ejet af og opkaldt efter Christian Aller (se Allersgade).
I 1900 lå der i nr. 3 en billardfabrikant Hartmann og i nr. 4 AA Abel Boghandel, der i 1910-30 blev til et vaskeri. I nr. 17K lå der i 1940’erne ”Søeborgs Mineralvandsfabrik” og i nr. 20 Mejeriet Holbæk ved Karen Christensen.
I senere tider har bl.a. guitaristen Peter Peter Schneidermann (eks-Sort Sol) boet på Odinsgade.